# Tout près des étoiles
Pour plus de détails, voir Fiche technique et Distribution.
Tout près des étoiles (sous-titré Les Danseurs de l'Opéra de Paris) est un documentaire de Nils Tavernier sur la vie des étoiles et du corps de ballet de l'Opéra de Paris, qu'il a tourné en 1999. Le film est sorti dans les salles de cinéma le 3 mars 2001.

## Description
Nils Tavernier montre le travail quotidien des danseurs du ballet de l'Opéra national de Paris dans sa diversité, sa complexité, sa richesse. Il fait ainsi partager aux spectateurs le magnifique et sensuel élan vital qui anime ce groupe d'artistes athlètes.
Ce film en mouvement, où s'exprime l'émotion de la parole et du corps, est constitué d'interviews, de scènes de la vie quotidienne, de prises de vues en séances de travail et de représentations dans différents ballets, classiques et contemporains.
Il est tourné pendant plusieurs mois en 1999.

## Fiche technique
- Titre : « Tout près des étoiles - Les danseurs de l'Opéra de Paris »[3]
- Réalisation : Nils Tavernier
- Format: 1.85 : 1
- Format de prise de vue: 35 mm
- Montage : Florence Ricard
- Production : Frédéric Boruboulon, Agnès Le Pont
- Distribution: Pyramide
- Année de réalisation : 1999 en tournage et 2000 en post-production
- Durée : 137 min[1]
- Sortie : 3 mars 2001

## Distribution
Les danseurs du corps de ballet de l'Opéra de Paris : 
- Aurélie Dupont
- Laurent Hilaire
- Nicolas Le Riche
- Manuel Legris
- José Martinez
- Élisabeth Platel
- Jean-Guillaume Bart
- Marie-Agnès Gillot
- Clairemarie Osta
- Nathalie Riqué
- Wilfried Romoli

## Accueil critique
« Grâce aux nombreux témoignages, le monde difficile et très hiérarchisé du ballet devient ici un espace de rencontre avec des personnalités fortes et attachantes. »
« Ce film de Nils Tavernier finit par émouvoir. Presque par défaut. Dans l'insistance avec laquelle il filme Noëlla Pontois, ex-danseuse étoile et sa fille, Miteki Kudo, membre du corps de ballet. Ou la remarquable Ghislaine Thesmar, ex-étoile devenue une sorte de matriarche pleine de sagesse. »